# امامزاده جعفر (دامغان)
'امامزاده جعفر در شهرستان دامغان، چهارراه چهار شیر، مجموعه امامزاده جعفر واقع شده و به‌عنوان یکی از آثار ملی ایران به ثبت رسیده است.

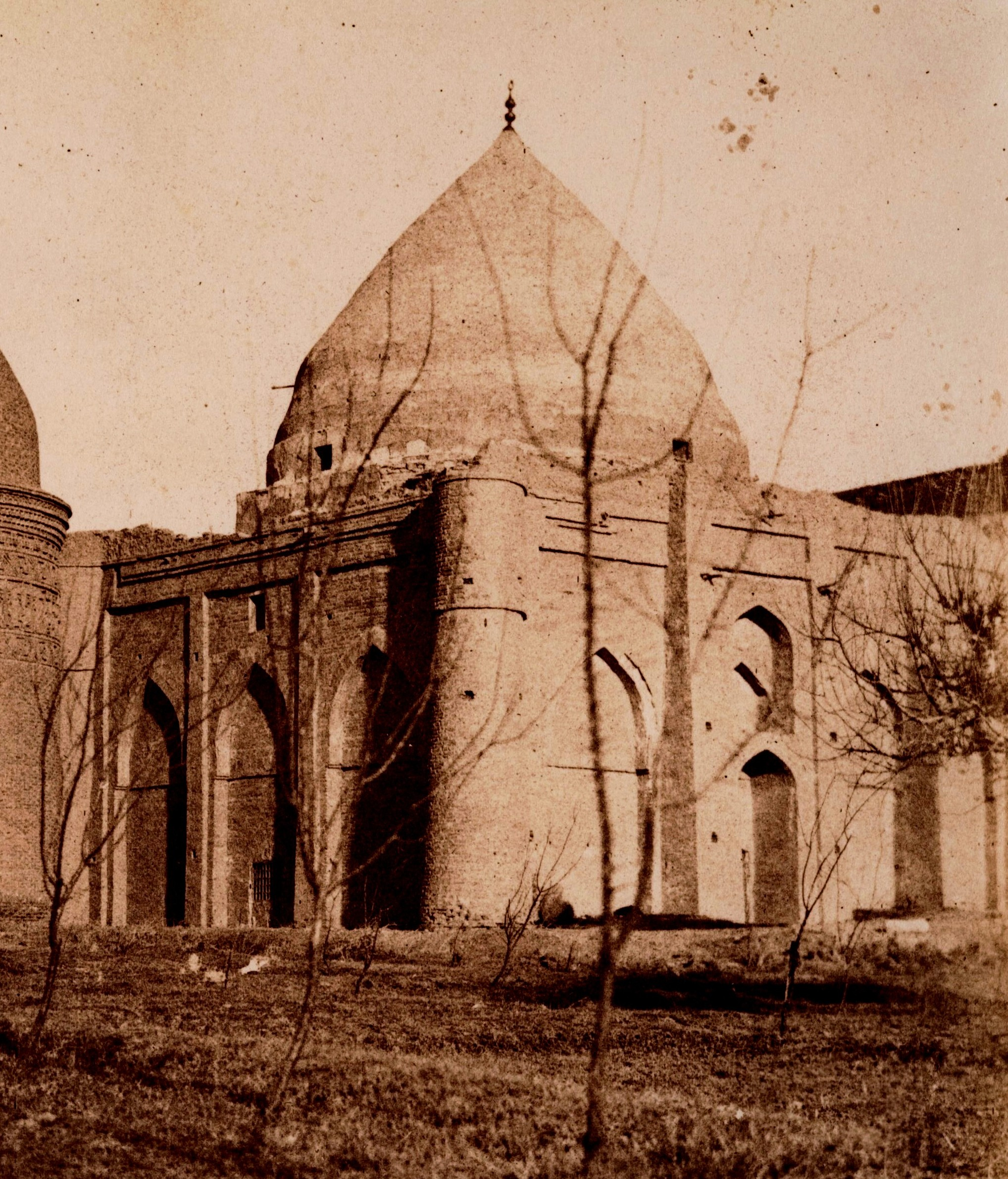

## نگارخانه

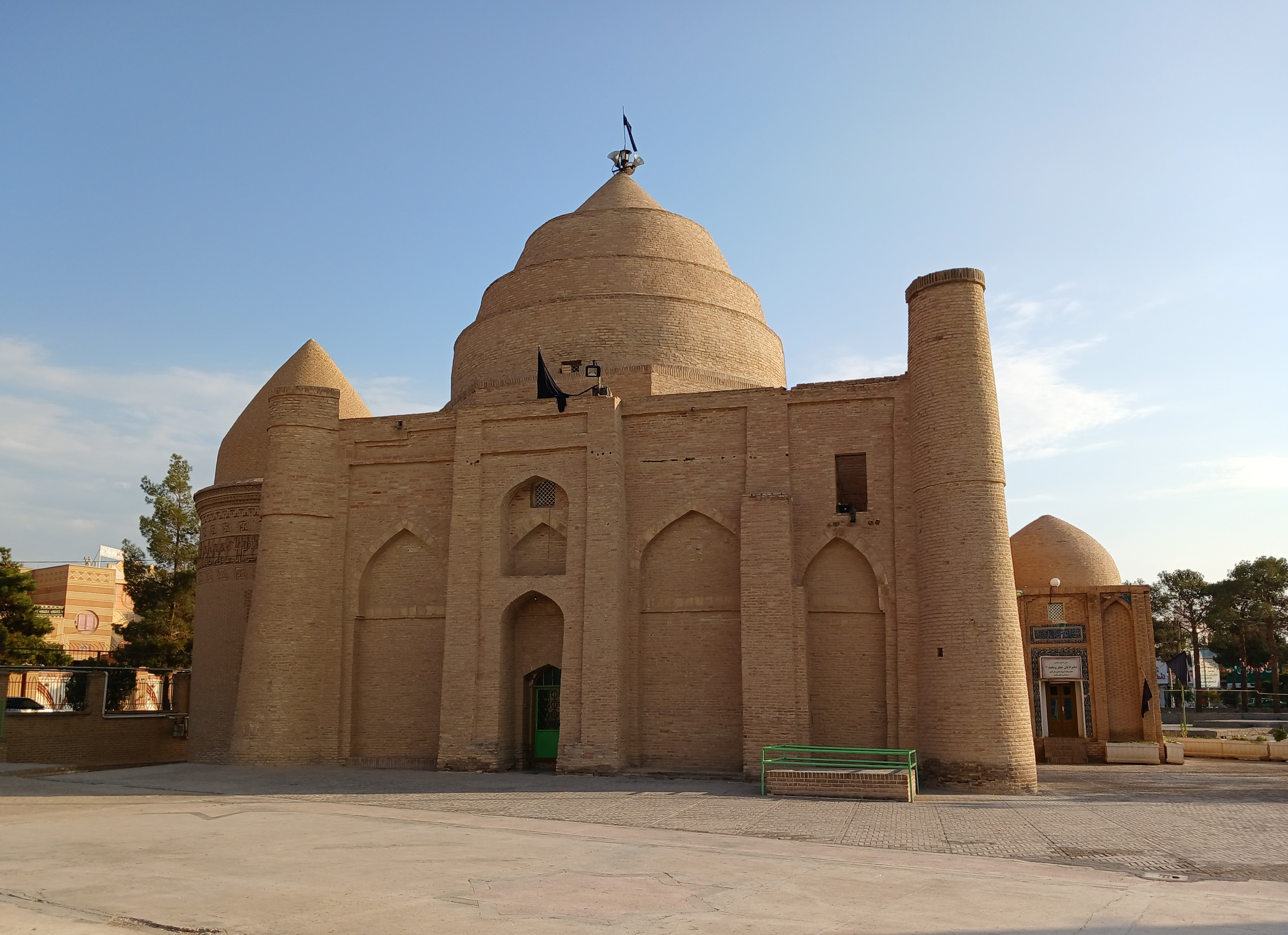
نمای جنوبی بنای امامزاده جعفر بهمراه ساختمان قدیمی دفتر آستان (جلو) و آرامگاه چهل دختران دامغان (پشت)
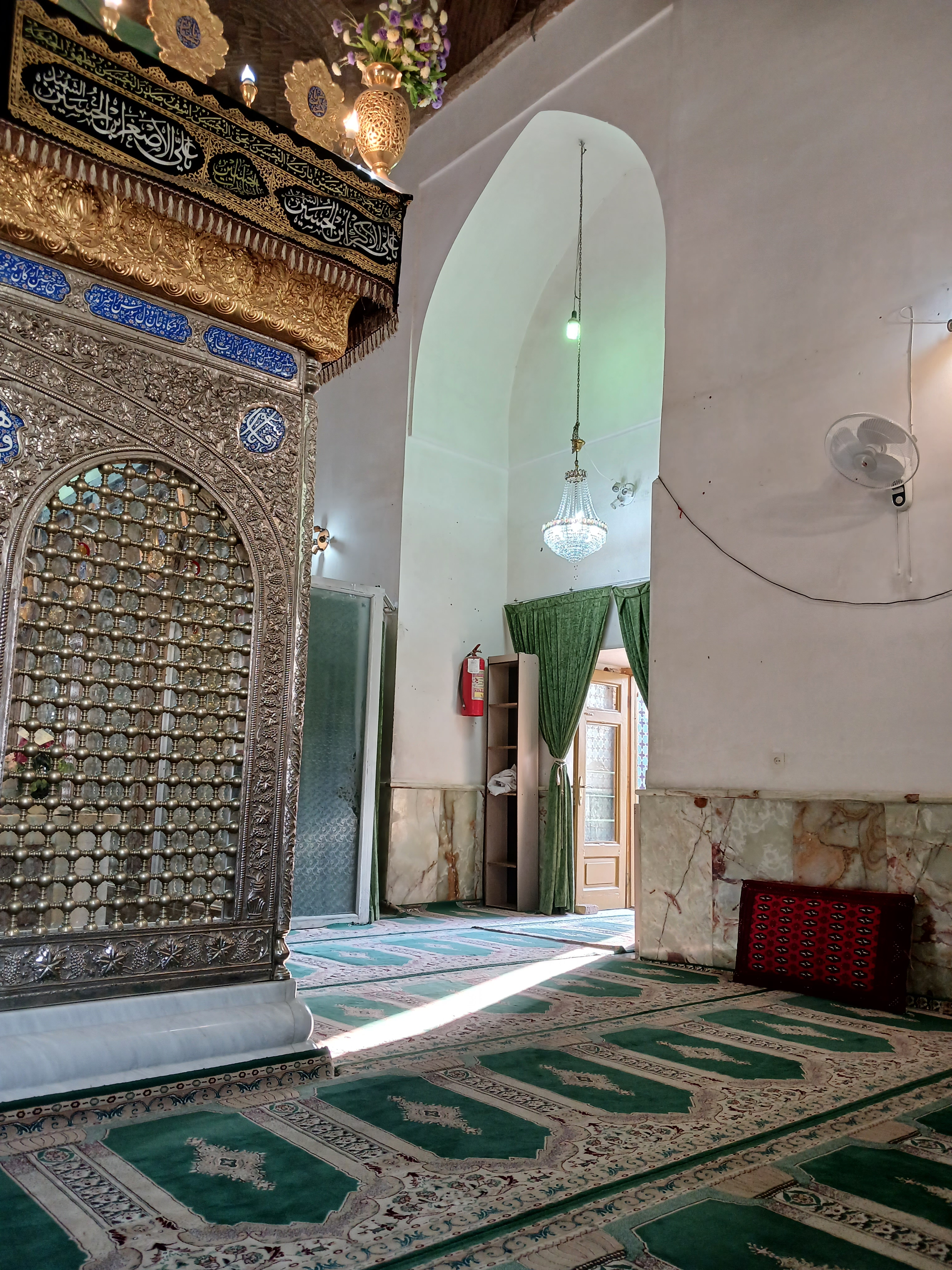
درون امامزاده
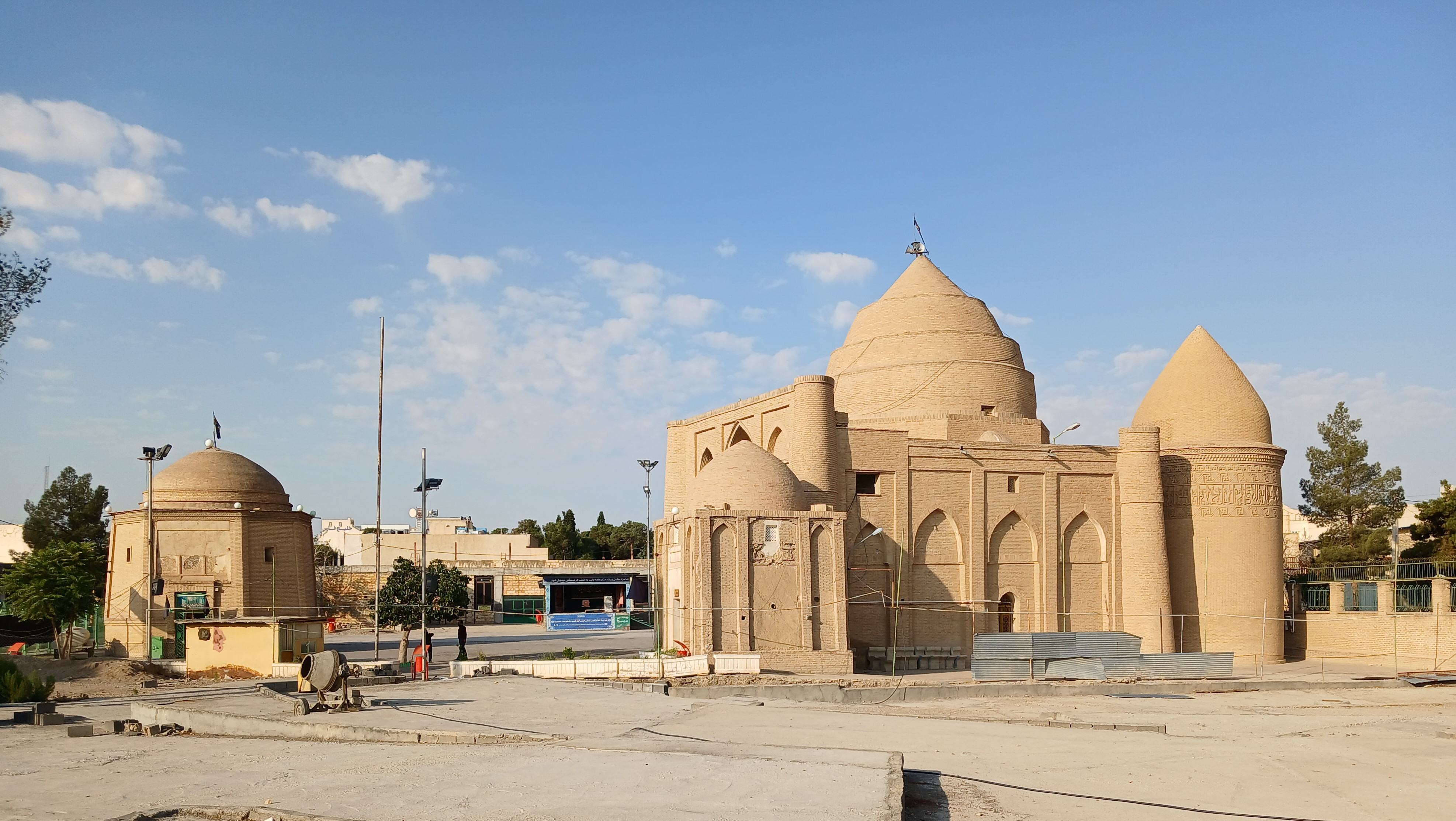
نمای شمالی از مجموعه بناهای امامزاده جعفر؛ از سمت راست: ۱. آرامگاه چهل دختران دامغان ۲. امامزاده جعفر ۳. بنای قدیمی دفتر آستان و ۴. امامزاده محمد (دامغان)